# William D. Hill

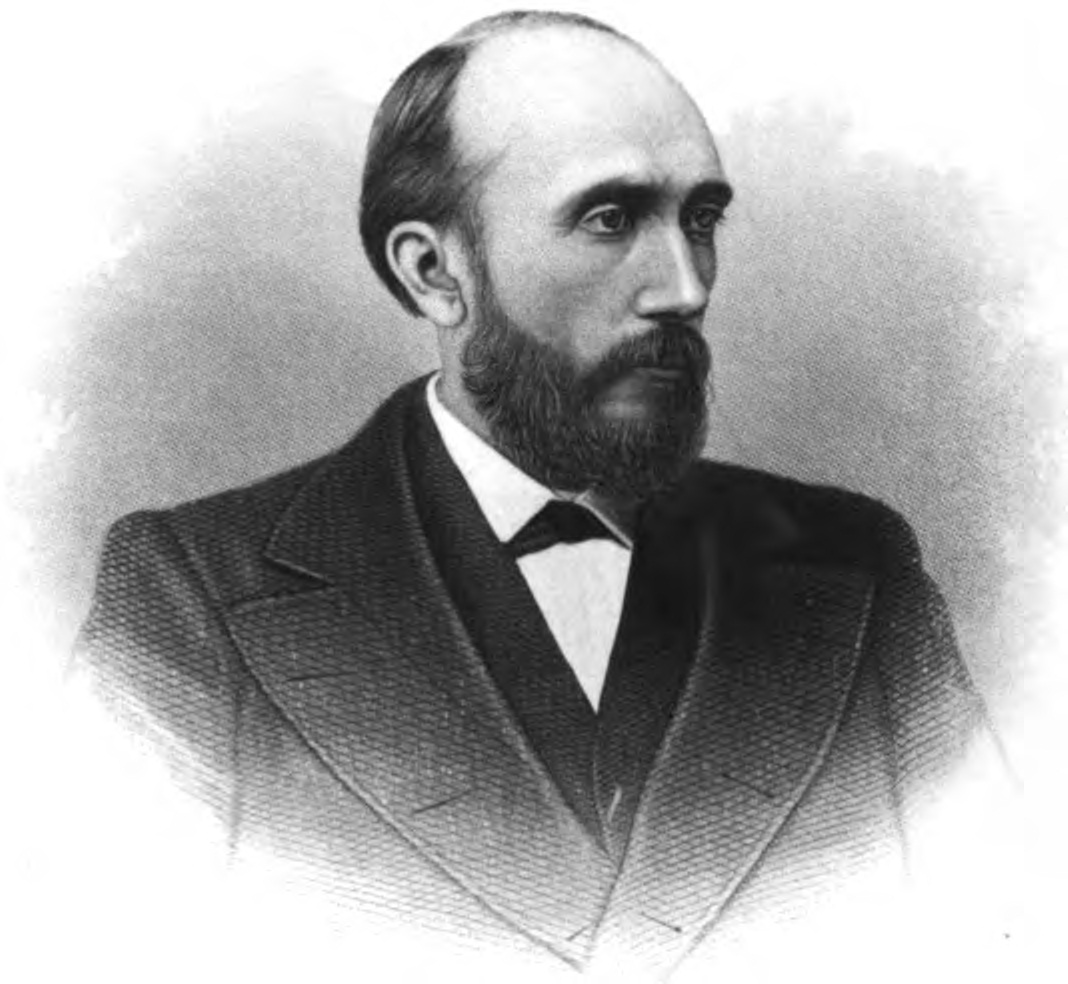
William D. Hill (1897)

William David Hill (* 1. Oktober 1833 im Nelson County, Virginia; † 26. Dezember 1906 bei Litchfield, Illinois) war ein US-amerikanischer Politiker. Von 1879 bis 1887 vertrat er zweimal den Bundesstaat Ohio im US-Repräsentantenhaus.

## Werdegang
William Hill besuchte die öffentlichen Schulen seiner Heimat und danach das Antioch College. Im Jahr 1858 zog er nach Springfield in Ohio, wo er die Zeitung Ohio Press herausgab. Nach einem anschließenden Jurastudium und seiner 1859 erfolgten Zulassung als Rechtsanwalt begann er in Springfield in diesem Beruf zu arbeiten. Gleichzeitig schlug er als Mitglied der Demokratischen Partei eine politische Laufbahn ein. Von 1861 bis 1863 amtierte er als Bürgermeister von Springfield; von 1866 bis 1870 war er Abgeordneter im Repräsentantenhaus von Ohio. Er saß auch im Bildungsausschuss der Stadt Defiance. Von 1875 bis 1878 war er als Superintendent of Insurance für das Versicherungswesen in Ohio zuständig. In den Jahren 1880 und 1888 nahm er als Delegierter an den jeweiligen Democratic National Conventions teil.
Bei den Kongresswahlen des Jahres 1878 wurde Hill im sechsten Wahlbezirk von Ohio in das US-Repräsentantenhaus in Washington, D.C. gewählt, wo er am 4. März 1879 die Nachfolge von Jacob Dolson Cox antrat. Bis zum 3. März 1881 konnte er zunächst nur eine Legislaturperiode im Kongress absolvieren. Bei den Wahlen des Jahres 1882 wurde er erneut im sechsten Distrikt seines Staates in den Kongress gewählt, wo er am 4. März 1883 James M. Ritchie ablöste, der zwei Jahre zuvor sein Nachfolger geworden war. Nach einer Wiederwahl konnte er bis zum 3. März 1887 im Kongress verbleiben. Ab 1885 war er Vorsitzender des Committee on Territories. Im Jahr 1886 wurde er nicht wiedergewählt.
Nach dem Ende seiner Zeit im US-Repräsentantenhaus praktizierte William Hill als Rechtsanwalt in Defiance. Von 1891 bis 1896 lebte er in Kalispell (Montana). Anschließend kehrte er nach Defiance zurück, wo er weiterhin als Anwalt tätig war. Von 1903 bis 1905 fungierte er auch als juristischer Vertreter dieser Stadt. Er starb am 26. Dezember 1906 in Illinois, als er sich auf dem Weg nach Los Angeles befand, und wurde in Defiance beigesetzt.